# アレキサンダー・グランサム
アレキサンダー・グランサム（英語: Sir Alexander William George Herder Grantham, GCMG、中国語: 葛量洪、1899年3月15日 – 1978年10月4日）はイギリスの植民地官僚。初期には香港政庁の輔政司署に勤務した後、バミューダとジャマイカの植民地長官、ナイジェリアの総務長官、フィジー総督兼西太平洋高等弁務官の職を歴任した。1947年から1957年にかけて10年にわたり第22代香港総督を務め、これは1970年代のマクレホース卿に次いで長い任期である。
グランサムは香港総督在任中に、国共内戦での中国国民党の敗北と、その結果として1949年に中国共産党が中華人民共和国を建国するのを目の当たりにした。新中国成立後の政変は香港の人口、社会、経済に甚大かつ広範な変化をもたらした。香港域内での国共両党の角逐と政治事件の頻発、そして朝鮮戦争の勃発が戦時下に負った社会インフラへの被害から立ち直れていない香港へとのしかかり、グランサムは極めて困難な立場に追い込まれた。
しかし、彼の施政下で香港政庁は戦後の基本構造を確立させる種々の措置を講じ、香港は従来の中継貿易港から製造業を基盤とした輸出港へと次第に変貌を遂げていった。

## 生涯

### 幼少〜青年期
グランサムは1899年3月15日、イギリス、グレーター・ロンドンのサービントンチッペナムでバリスターである父フレデリック・ウィリアム・グランサム（Frederick William Grantham）と母アレクサンドラ・エサレッド・マリー・シルヴィー・エミリー・フォン・ハーダー（Alexandra Ethelred Marie Sylvie Emillie von Herder）の間に生まれた:348。ウェリントン・カレッジ、次いでサンドハースト王立陸軍大学で学んだ後、1917年に第18王立軽騎兵連隊に編入し、第一次世界大戦に参加した。大戦終結後、グランサムはケンブリッジ大学ペンブルック・カレッジに進学し、文学修士を取得して卒業した。
グランサムの父が一次大戦中、西部戦線のリケブールにて戦死すると、母親は戦後にノルウェーのヨハン・ヴィルヘルム・ノルマン・ムンテ将軍と再婚した。ムンテは義和団戦争時には国際公使館包囲戦に参加し、袁世凱の顧問を務めたことがあった:10。それゆえ、グランサムの母は再婚後、夫に付いて北京へと転居した。グランサム本人も英国植民地省にスカウトされ、香港政庁輔政司署に派遣され、1922年12月に船で香港に到着した:1。
香港に到着してすぐに、グランサムは1923年から1925年にかけて、広州とマカオに移り広東語を学んだ。最終的にはすべてのテストに合格したが、全体的として成績は良いとはいえなかった:9。1925年、グランサムは北京の母と義父を訪ね、紫禁城や頤和園といった名勝を周遊し、中華民国の国語も学んだ。同年、香港に戻ったグランサムは、香港政庁輔政司署での職務を正式に開始した:13。
1925年から1935年の10年間にグランサムは概ね特別助理輔政司を務めたが、2回だけ長期休暇を取得した。1度目は18ヶ月の間イギリスへ戻り法学を学び、2度目の1934年には王立国防学院へ進修できることになった。1934年、グランサムはイギリスで開業弁護士の資格を取得した。その頃、香港ではちょうど裁判官が不足していた時期であったので、グランサムは香港に戻った後、初級裁判官として出向した:18:348。グランサムは法律に関心があったものの、自分の才能に限界があることを感じたため、18ヶ月の出向の後、再び輔政司署へと戻った:19。
輔政司署では長年昇進の機会がなかったため、グランサムは1934年、植民地省に対して異動を申請した。最終的にこれが認められ、1935年10月に香港を離れると、1935年12月にはバミューダ諸島で植民地長官に就任した。しかし昇進したとはいえ、バミューダでの給料は香港でのそれの三分の一であった:18:348。

### 植民地官僚として
1935年から1938年にかけて、グランサムはバミューダで植民地長官を務め、1938年までにジャマイカへ異動して再び同職についた。ジャマイカ滞在時にはちょうど第二次世界大戦が勃発した。グランサムはアメリカ合衆国との協力に従事し、米海軍がジャマイカの港湾を中継地点に利用できるようにし、アメリカ政府は50隻の旧式潜水艦を提供することでこれに応えた:348。それからすぐ、グランサムは1941年、総務長官として今度は西アフリカのナイジェリアに赴任した。ナイジェリアは当時、ビルマへ派遣する2個師団が訓練中であったほか、パーム油やゴムなどの軍需物資の主要供給地でもある連合国軍の重要拠点であった。グランサムはナイジェリアを経由する要人を迎え、西アフリカで開催された連合国の合同軍事会議に数多く参加した:348。
グランサムは、二次大戦が終結しつつあった1945年にフィジー植民地総督兼西太平洋高等弁務官に昇進した。この内、西太平洋高等弁務官の職は二次大戦中空席になっていた。植民地長官・総務長官を歴任する中で何度も総督代理を務めてきたグランサムであったが、フィジー総督は彼にとって初めての正式な総督職への就任であった。任期中、グランサムは戦後のフィジーの復興に努め、戦争で損なわれたインフラの修復に加え、地域経済の復興に努めたほか、南太平洋の開発と福祉の向上のために国際協力を求めるさまざまな組織の設立を積極的に推進した:348。グランサムは南太平洋の島々を訪れ、人々の暮らしぶりを視察し、トンガの女王など現地の指導者たちとも会談した:92。
1947年、グランサムは再び異動となり、香港総督に就任した。1947年7月25日に啓徳空港に到着したグランサムは船で皇后碼頭に向かい、正式に着任した。フィジーで植民地長官を務めていたジョン・ファーンズ・ニコルもグランサムを追う形で香港へ異動となった。

### 香港総督

#### 背景
グランサムが1947年に香港に着任したとき、香港は「荒廃した」状態にあった。1941年から1945年までの日本占領期と戦争の洗礼を受け、戦後香港の社会インフラは深刻なダメージを受けていた。香港解放後、臨時軍政府と民政復帰後のマーク・ヤング総督による多大な復興への努力にもかかわらず、香港は短期間のうちに殺伐とした雰囲気に包まれていた:129。社会の様相としては、戦後香港では多くの制限が緩和され、中国系住民の地位はより平等になっていった。ピークにある土地を中国人が購入することを認めていなかった慣例は1947年に解除され、行政評議会や立法評議会に参加する華人の割合も増加した。
第二次世界大戦の終結直後から、中国大陸に平和は戻ってくることはなかった。物価の高騰、汚職、中国国民党と中国共産党の不和が、ついに第二次国共内戦の勃発につながった。1948年から1949年にかけての「三大戦役」の後、国民党の敗北は必然となった。第二次世界大戦後も中国の情勢が不安定だったため、香港には大量の難民が流入し続けた。1949年に共産党が政権を握ると、この現象はさらに悪化した。これらの難民のうち、少ない数が共産党政権から逃れた資本家であったが、それでも難民の流入は香港にとって大きな負担となり、さまざまな社会的・政治的問題を引き起こした。

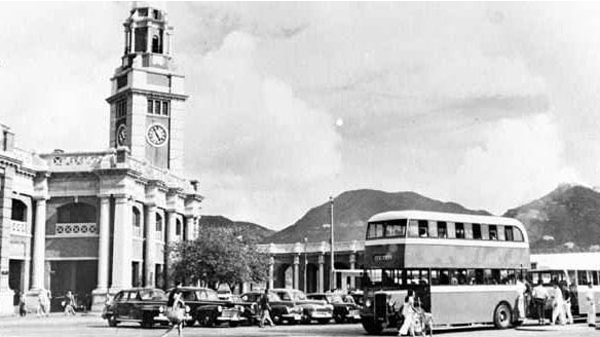
1952年の尖沙咀

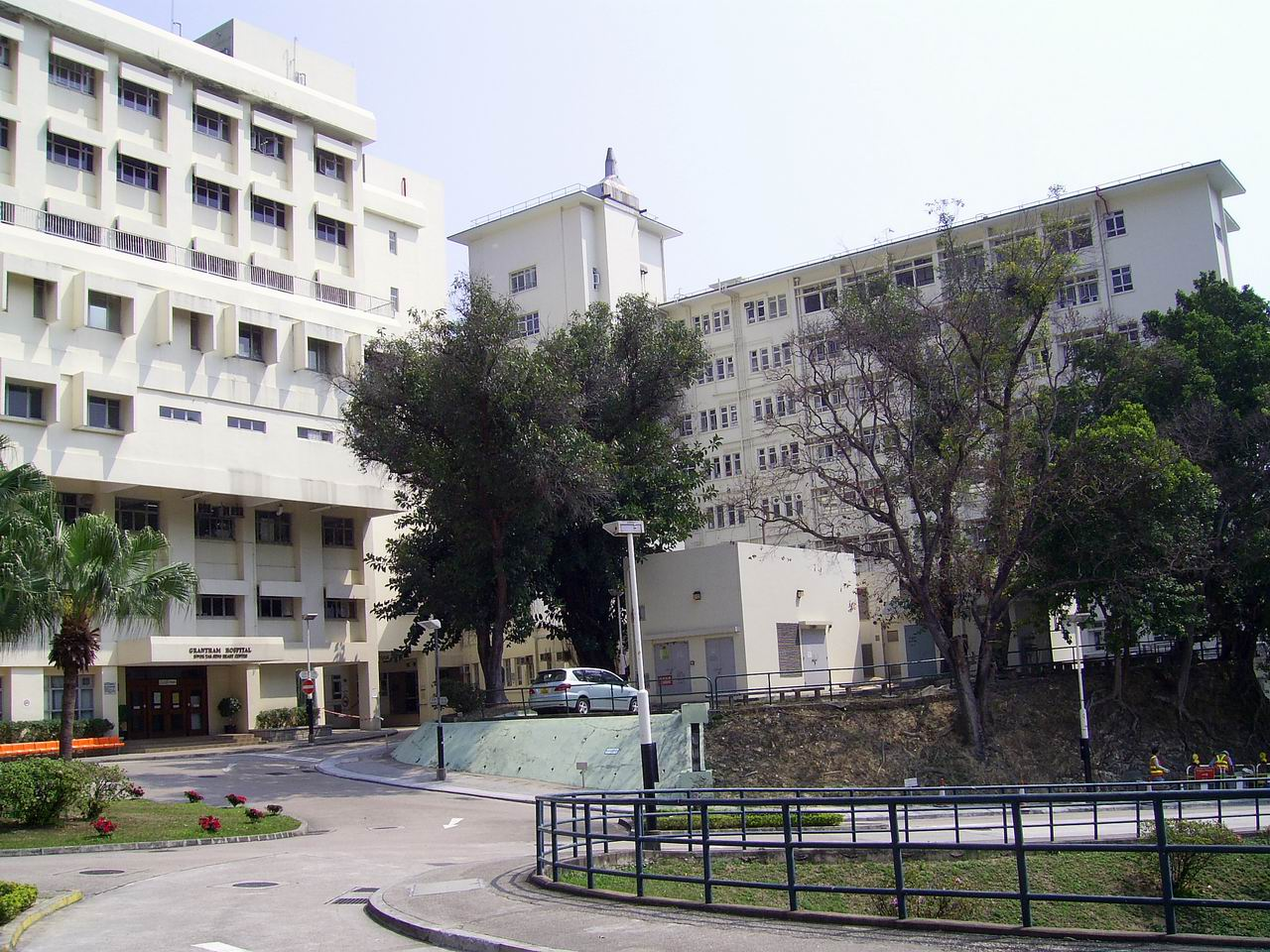
香港総督の名を冠した「葛量洪医院」は、1957年に設置された

中華人民共和国の建国とは別に、第二次世界大戦から派生した「冷戦」も香港に負の影響を与えた。共産主義の拡散による他国の「赤化」を防ぐため、「反共主義」と「トルーマン・ドクトリン」が戦後の西側資本主義諸国の共産主義に対する態度として採用された。その結果、共産中国と国境を接する香港は「2つのイデオロギー陣営」に挟まれることになった。1950年の朝鮮戦争の勃発は、香港経済の崩壊を招きかけた。
このような困難にもかかわらず、グランサムは香港総督としての10年間で危機を打開し、香港経済をどん底から立ち直らせて徐々に近代化へと歩ませた。

#### 逃港潮と難民の流入
香港の初期には、多くの中国系住民は香港を一時的な居住地とみなしていた。香港で働き財産を蓄えた後は、故郷に戻り定住するのが普通であり、そのため人口の流動性は非常に高かった。また同様に、以前も軍閥間で内戦が起こった際には香港へ難民が押し寄せることがあったが、これら難民は内戦終結後には中国に戻ることが多かったため、香港政庁は永らく、偽装難民を呼び寄せることを恐れ、難民に対する特別な救済や支援を行うことを控えてきた。1937年の日中戦争勃発後、初めて多くの難民が香港に永住しようとしたが、これらの難民は香港陥落後、日本軍政によって強制的に中国に送還された:197。
しかし、中国では戦後も動乱が続いたため、香港の人口は戦後急激に増加し、1946年中には既に戦前の100万人の水準に回復していた。グランサムはこうした逃港者が中国に戻らないとは予期していなかったが、結果として1950年には人口は更に増えて240万人の水準に迫った:204。香港市民全体の、3人に1人が難民となったのである:198。1950年5月、グランサムはついに中国との境界の封鎖を宣言し、香港への難民を制限することで人口圧力を緩和することとした。しかし境界ゲートの封鎖にもかかわらず、その後も小規模の難民は香港に流入し続けた:199。
1950年より以前の香港・深圳間の境界地域では、いくつかの哨戒所のほかは、基本的に進入を拒むものは設けられておらず、文錦渡、羅湖、沙頭角の三地を主要な地点として、人々は境界を自由に往来できた。然るに中華人民共和国成立後、中港双方は境界にバリケードを設置し始め、中国側は文錦渡に大型拡声器を設置して、香港政府を罵った:192。境界管理については、共産党の国境警備隊がゲートを開くこともあったが、ゲートを閉じて香港への渡航を厳しく禁止することの方が非常に多かった。ゲートが閉ざされた日には、中国人民解放軍がすでにバリケードを越えてイギリス側に逃れた難民に発砲したり、人民解放軍兵士が境界を越えて難民を捕らえ、中国側に戻したりもした。また、境界パトロールを担当する香港警察の警官や駐港英軍兵士が解放軍に襲撃されることも多く、パトロール中に境界に近づきすぎたために威嚇射撃されたり、境界を視察していた際にパトロールを妨害された警察官もいた。解放軍による種々の越境事例を前に、グランサムはついに国境の無防備区間に障壁を設置することを決定し、次いで香港辺境禁区（英語: Frontier Closed Area、中国語: 香港邊境禁區）を設定した。こうして、戦前に存在した中国・香港間の自由往来は見られなくなった:192-194。
1956年、毛沢東は「百花斉放百家争鳴」を提唱して言論統制を緩和し、中国情勢は一時落ち着きを見せると、多くの香港人は香港に入る者よりも香港から出る者の方が確実に多くなるとして、政府に境界ゲートの解放を要請した。これを受けてグランサムは1956年2月に再びゲートを解放したが:241、再び大量の難民が流入するところとなり、同年9月にはゲートの閉鎖を再び宣言した。このたった7ヶ月のゲートの開放で、香港政庁は、6万人が香港に入国し、中国に帰国しなかったと記録している:241。グランサムの離任後も、1962年には「大躍進」によって再び大規模な難民潮が引き起こされた。

#### 戦後の発展

##### 徙置大廈

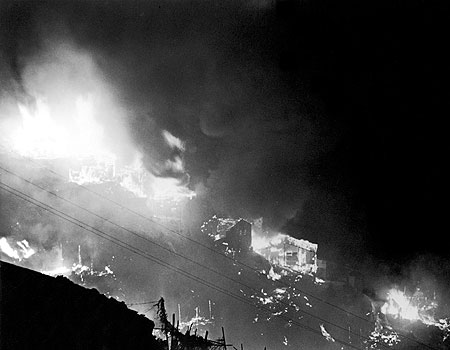
石硤尾大火の後、政庁は公共住宅建設に責任を負うようになった

第二次世界大戰の間、香港は猛烈な空襲を受けたため、終戦時には香港の住宅ストックの4分の3近くが破壊され、人が住むに適さない状態になっていた:197。政庁は戦後すぐに再建に着手したが、前述のように難民の流入は香港の住宅ストックに多大な圧力をかけた。香港では永らく自由貿易を標榜していたため、市場への干渉を避けて公営住宅計画を策定しておらず、また、政庁は難民がいずれ中国に帰ることを期待していたために、難民が街のはずれや丘の中腹を不法占拠して、バラック（中国語: 寮屋、英語: squatter huts）を建てることを容認していた。これらのバラックは通常、ドラム缶から作ったトタンや木の板で建てられており、非常に狭かったが、多くの場合大人数で住まれていた。また、これらの小屋は通常、清潔な水の供給がなく、衛生状態も悪かったため、火災などの事故が時々発生していた。1953年12月25日のクリスマス、石硤尾の不法占拠地区で火災が発生した。この火災では死者は3名で済んだものの、一晩で約5万人が家を失うことになった。この火災は、グランサムに難民が一時的な滞在者ではないことを認識させただけでなく、香港の住宅政策を根本的に変えさせるきっかけとなった:207。
火災後、グランサムはすぐに2階建ての再定住住宅「徙置大廈（Resettlement Housing）」の建設を決定した。敷地の整地、道路の建設、最初の再定住住宅の建設に要した期間はわずか7週間半で、短期間で多くの不法占拠者の再定住に成功した:200。また、グランサムはこうした「徙置区（Resettlement Area、再定住地区）」建設を専門的に担当する屋宇建設委員会と徙置事務処を設置して、不法占拠者の再定住の早期実現を図った。初期の徙置区では約6万人を収容し、徙置大廈1棟には2,000人が入居し、120平方フィートの部屋に平均5人が住んでいた。これら再定住地区の生活水準はまだ非常に低いものだったが、商店、学校、診療所、コミュニティ・センターといった付帯施設があり、その環境は不法占拠地区よりもはるかに優れていた。当時、香港では平均して3人に1人が再定住が必要とされたため、政庁は限られた財源の中で、徙置区建設のための莫大な資金を捻出しなければならなかった。グランサムがこの問題への支援を呼びかけた結果、イギリス、アメリカ、国連が徙置区建設を援助することになった:202。
グランサムが再定住計画を打ち出して以来、政庁は公営住宅建設を担うようになり、複数の部局が統合され、房屋局（Housing Bureau）が成立した。房屋局は独自の計画、設計、資金調達、入札に責任を持つこととなり、現在では世界最大の不動産開発グループかつ、世界最大の賃貸住宅・ショッピングモールオーナーとなった（米国の3大国有企業の1つであるテネシー・グループよりも規模が大きい）。また、グランサムの後任たちも、「政府廉租屋計画（1962年—1973年）」や「十年建屋計画（1972年）」など、数多くの住宅政策を打ち出すことになる:207。

##### 教育政策
住宅と同様、多くの学校も第二次世界大戦中に破壊され、グランサムが就任した当時、香港は深刻な校舎不足に陥っていた。グランサムは就任後すぐに多数の中学校と小学校の建設に着手した。しかしこれらは長期的なプロジェクトであり、学齢児童の大半に可能な限りの教育を提供するため、1日を午前、午後、夕方の3交代制にすることとし、喫緊の需要に応えた:149-152。さらに、聖公会のロナルド・ホール主教の協力を得て、労働者学校も次々と設立された。しかし、共産党が学校に浸透し「反植民地主義」の温床となるのを防ぐため、グランサムは学校を厳しい管理下に置いた。カリキュラムを関係部門に審査させるほか、父兄会は教育部門への報告を求められることもあった。また、政庁は共産党の影響下にある一部学校を閉鎖したこともあった:152。しかし全体として、一部の学校では共産党勢力が隠然と活動を続けていた。
一方、学校数の増加に伴い、教師の需要も増加した。香港で唯一の学校であったノースコート教育学院では需要を満たすことができなかったため、1951年9月、グランサムはグランサム教育学院を設立した。グランサムは、この新しい師範学院に自分の名前を冠したことを誇りに思っていた:152。

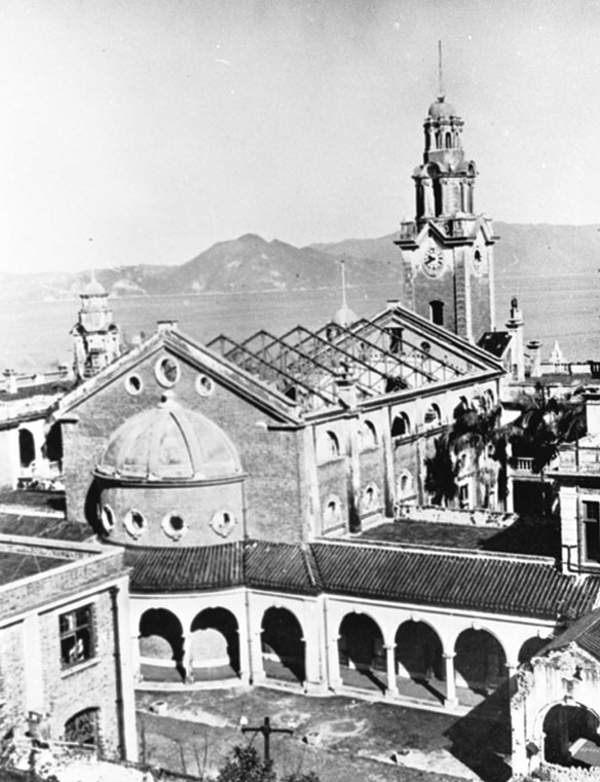
戦争の傷跡が残る香港大学

大学教育に関しては、当時香港で唯一の大学であった香港大学も戦時中に略奪され、校舎が大きな被害を受けたほか、授業は日本占領下で中断され、1946年になりようやく再開された。大学は荒れ果てたままだったにもかかわらず、復興のスピードは非常に速かった。グランサムの任期中、香港大学は何東から女子学生ホール建設のために100万香港ドルの寄付を受け、政庁は大学再建のために400万香港ドルを割り当てた。さらに、政庁は毎年の経常資金を150万ドルに増額した:213。1953年、グランサムは英国からアイボア・ジェニングス（Sir Ivor Jennings）とダグラス・ローガン（Sir Douglas Logan）を招き、香港大学の将来の発展に関する提言をまとめた報告書を提出させた。この報告書は、戦後の香港大学の発展にとって重要な青写真となった:153。
1949年の中華人民共和国成立以前、英語力が不十分であったために香港大学に入学できなかった予科卒業生の多くは、中国の大学への進学を選択していた。しかし共和国成立以降、そのような例はますます少なくなり、その代わりに中国から香港に逃れてきた学者たちによって、私立の高等教育機関（新亜書院など）が数多く設立されるようになった。しかし、これら教育機関は大学ではなく、学位を授与する資格もなかったため、中国語を教育言語とする大学をこの植民地に設立しようという声が次第に高まってきた。これを受けて、グランサムは1951年にジャーディン・マセソン会長のジョン・ケズウィック（John Keswick）に香港の高等教育に関する調査を依頼し、香港に中国語による大学を設立する可能性を探った。しかし、香港大学は自身の地位が揺らぐことを恐れ、この提案に強く反対し、グランサムの離任時点でも、香港大学、政庁、高等教育機関のコンセンサスは得られていなかった:205。
グランサム本人は実際には香港に2つめの大学を建設することには賛成であったが、その理由は、共産党が香港に香港大学に対抗しうる大学を設立することを懸念していたからである:205。グランサムの離任後、中文大学設立にかかる建議は1961年になって漸く実現され、1963年に香港中文大学が正式に成立した。

##### 医療政策
かつて、ハンセン病患者や一部の精神科患者は、政庁の費用負担で広東省の教会病院に送られ治療を受けていたが、1949年に中国の政権が移った後、この習慣は廃止された:203。このような患者を救うため、グランサムはレプラシー・ミッションと協力し、1951年、喜霊洲に最大500人のハンセン病患者を収容できる喜霊洲痲瘋病院を設立した。また、精神障害者へのサービスの拡大にも尽力し、新しい精神病院を建設した:204。このほか、ルートンジー療養院、グランサム病院、広華医院などが在任中に建設・拡張された。
1949年の前後に殺到した難民の中には数百名の中国人西洋医がいたが、中国の西洋医免許は政庁の承認を受けておらず、政府に雇用される場合以外での、個人開業は認められていなかった。グランサムの協力の下、政庁はこれら医師に対して特別試験を行い、基準を満たした医師に香港での営業を認めた:205。

##### その他の開発
住宅、教育、医療以外にも、グランサムは戦後の香港再建を目指した大規模なインフラ建設計画を数多く推進した。その中には貯水池建設や空港の拡張が含まれる。この2つのプロジェクトは、グランサム就任以前から構想されていたものだったが、いずれも彼の任期中に実施された。1952年、グランサムは大欖涌水塘の建設を承認し、1957年には1,000万ポンドを投じて45億ガロンの貯水量を誇る貯水池が完成した。しかし、貯水池の完成後も香港ではなお飲料水が不足していたため、香港政府はグランサムの離任後にもさらに大きな貯水池を建設し、更には中国本土から東江の水を購入することになる。
空港に関して、グランサムは新界の屏山に国際空港を建設する計画を立てたが、航空機が離着陸するためには中国領空を横断しなければならないことが判明した。航空機が撃墜される可能性を懸念したためこの計画は中止され、啓徳空港の拡張に切り替えられた:154。啓徳空港の拡張計画は1954年に正式に提出され、当初の滑走路を2,194メートルに延長することが提案された。この拡張工事はグランサムの離任後、1958年9月に完了した。それ以来、基本的にどんな航空機でも啓徳空港に離着陸できるようになった。同空港は1998年、赤鱲角に建設された香港国際空港に取って代わられるまで使用された。

#### 政治制度改革

##### 「ヤング・プラン」の流産
1930年代以降、大英帝国の力が衰え、民族平等と民族自決という概念が浸透するにつれ、植民地からの独立を求める声が高まっていった。イギリス政府は、植民地に権力を委譲して民主主義を発展させ、その後に植民地の独立を認める時期に来ているということに気付いた。1931年のウェストミンスター憲章の成立は宗主国と自治領との関係を正式に弱め、植民地独立の先駆けとなった:131。しかし、好調な時期も束の間、第二次世界大戦が勃発すると植民地独立計画は中断された。枢軸国に対する戦力を維持するため、イギリスは植民地の民主化プロセスを棚上げにしたのである。
戦後になると、植民地の独立を求める声が再び高まり、イギリスは植民地の独立に着手した。その中で、インド、ビルマ、セイロンは戦後に相次いで独立を宣言した。大英帝国の植民地である香港についても、イギリス政府は当初、同じ道を歩ませるつもりであった。1946年、グランサムの前任者であるマーク・ヤングは香港総督に復職後、いわゆる「ヤング・プラン」を大胆に打ち出した。これは議員の大部分が選挙で選ばれる市議会を設置し、政庁の権限を移譲するというもので、民主主義を育成し、長期的には香港に独立の要件を備えさせようと企図したものであった:132。
しかし、各界のコンセンサスが得られなかったため、ヤングの離任後もこの計画は実施されなかった。しかも後任のグランサムはヤングとは意見を異にしていた。グランサムは、香港の問題は「自治や独立」にあるのではなく、「中国との関係」にあるため、他の植民地に適用できることが香港に適用できるとは限らないと考えていた:349。また、香港の将来は「植民地レベル」の問題ではなく「外交レベル」の問題であると考えており、そのため「ヤング・プラン」には常に態度を保留していた:349。
一方、グランサムは、新界は租借地であるため、いずれにせよ1997年7月1日には中国へ返還しなければならないと考えていた。そのため、「香港はイギリスの植民地であるか、あるいは中国の広東省の一部かのどちらかである:146」と断言し、香港の独立は不可能だと考えていた。民主主義に関しても、グランサムは香港人が望んでいるのは「安定した環境」、「適切な税率」、「公平な司法」だけであり、香港人は仕事と金のことしか考えておらず、民主主義を理解していない、だから香港は「専門家」の集団に統治されるのがふさわしいと考えていた:146。
グランサムは元々「ヤング・プラン」をあまり支持しておらず、国共内戦の勃発と中華人民共和国の成立は、「ヤング・プラン」頓挫の致命傷となった。香港に難民が殺到し、香港の将来が不透明になると、グランサムは、「ヤング・プラン」で構想された民主的選挙が共産党にコントロールされ、「反帝国主義、反植民地主義」プロパガンダの道具になることをさらに恐れた。加えてグランサムは、香港の人々が英国に忠誠を誓うとは信じていなかったため、この計画は、香港の人々が投票によって英国の支配を終わらせ、「祖国への回帰に一票を投じる」ことのみを可能にするだけだとさえ考えていた:349。
グランサムの考えは、当時の行政評議会・立法評議会の議員や財界にも共有されていた。 議員たちは、この計画を「危険すぎるアプローチ:149」と考え、ジャーディン・マセソンの大班は、市議会設立によって政府権限が分散し、体制が冗長化することを懸念していた:203。このような背景から、グランサムは休暇を利用してロンドンに赴き、本国政府に計画の棚上げを提案した。ホワイトホールは当初、グランサムの意見に反対し、また「ヤング・プラン」の最終案は既に承認されていたが:204、グランサムの度重なる働きかけにより、イギリス政府はついに政治改革の取り下げに同意した。1952年10月、イギリス政府は下院で「ヤング・プラン」を「時節に合わない」という理由で放棄したことを正式に発表し、それに伴い政庁は計画を棚上げした:349:147:205:133。それ以来、香港で大きな政治改革が行われることはなく、政庁が「代議制改革」を推進するのは、香港の将来について中英交渉の始まった1980年代以降になってからとなった。

##### その他の改革
「ヤング・プラン」は却下したものの、グランサムは任期中にある程度の改革を行った。まず、グランサムは行政評議会と立法評議会の非官守議員の数を増やした。1946年にヤング総督が復職した際、行政評議会には7人の官守議員と4人の非官守議員、立法評議会には9人の官守議員と7人の非官守議員がいた。1948年、グランサムは行政評議会の規模を官守・非官守議員それぞれ6人に調整し、1951年には立法評議会の非官守議員を8人に増やした。同時に、中国系住民の要望を反映させるため、両評議会における華人の割合を増やした:133。
次に、グランサムは1952年、戦後廃止された市政局の2つの民選議席を復活させ、1953年にはさらに4議席に増やした。1956年までに、市政局は計32議席となり、うち16議席が非官守議席、その半分の8議席が民選議席となった。とはいえ、徐々に民選議席が導入されたにもかかわらず、選民登録をする有権者の数は非常に少なく、市政局の民意表出機能は非常に限られていた:142,143,145:133。
最後に、グランサムはアンドリュー・コールデコット総督以来確立された公務員の「現地化」方針に則り、政庁の上級職へ華人を採用し始めた。以前は西洋系が務めていたポストにも、適切な人材さえいれば中国系が就任するようになった。1951年までに、香港政庁の政務官と専門官の10.75％が中国人によって占められた:134。

#### 政治紛争
大戦の終結後も中国で続く情勢不安は、規模の大小にかかわらず全て香港に影響を与えた。国共内戦では、一方では中華民国政府の政権喪失に伴って国民党の残党や支持者が大量に香港に逃れ、他方では共産党が政権を掌握した結果、共産主義の風潮が香港へ広がっていった。グランサムの任期中、この二大勢力は数々の深刻な対立や政治事件を引き起こし、グランサムにとって大きな頭痛の種となった。さらに、香港という特殊な背景から、グランサム政権は国民政府とも共産党とも多くの意見の相違を抱えていた。
国際的には、冷戦の勃発により、香港もまた「2つのイデオロギー陣営」が抗争を繰り広げる場所となった。このような問題について、グランサム自身は常に中立の立場を貫き、どちらか一方に偏ったことは一度もなかったという。また共産党政府はいつも何でもないことで騒ぎ立てたが、共産党を許し、同情するに値する事件もあると彼は考えていた。

##### 中華民国政府との衝突
早くも1947年の時点で、グランサムと当時の国民政府は、九龍城砦内にある衛生状態の悪い不法占拠家屋を取り壊したいというグランサムの要望をめぐり対立していた。国民政府は、1860年に中国側が九龍を割譲した際、九龍城砦には中国側に一定の主権が残されたと考えており、グランサムが違法増築されたバラックを排除しようとしたことを帝国主義的行動とみなした。しかし、グランサムは国民政府の抗議にあまり関心を示さなかった。20世紀以来、九龍城砦は香港政庁が事実上支配しており、中国側がそれに何の反対も表明してこなかった以上、政庁が不法占拠者を排除するのは当然だと考えていた:170。グランサムはこの問題に対して非常に厳しく、不法占拠を撤去するために本国に権限を求めるだけでなく、九龍城砦へ警察を派遣して事件に介入させた。最終的には九龍事件が引き金となって1948年には広州で反英デモが起こり、駐広州英国総領事館が暴徒によって焼き払われた:171。
駐広州英国総領事館が焼失した後、中英両政府は九龍城砦問題について交渉を行ったが、双方が譲歩しなかったため、この地の管理問題は未解決のままとなった。1980年代に中英両政府間で香港の将来についてコンセンサスが得られるまで、九龍城砦は取り壊されなかった。

##### 中華人民共和国建国前後の衝突
1949年の中華人民共和国建国後、香港電車公司では労使紛争が起こり、同年のクリスマスにはラッセル・ストリートのトラム車庫で職員によるストライキが発生した。その際左派人士が介入し、職員と警察との間で負傷者の出る衝突が発生した。この羅素街事件は約1ヶ月続き、最後にはグランサムが権力を行使し、ストライキ指導者を境外追放にした:189-190。また1950年には、左派学生のグループが摩星嶺（Mount Davis）の難民地区にある公民村に赴き、現地の国民党支持者を挑発して流血事件に至った。これがきっかけで、グランサムは国民党支持者を新界南東部にある調景嶺へと移住させた。
同時期には両航事件も発生した。1949年11月、中国航空公司、中央航空公司の社長が12機の飛行機とともに北京に亡命すると、共産党政権は両航空会社の接収を正式に宣言するとともに、国民党の支援下で香港へと移されていた民用航空機70機の譲渡を香港政庁に要請した。しかし、2つの航空会社は元々親国民党企業であり、アメリカは同社の株を大量に保有していた。投資を失うのを避けるため、パンアメリカン航空は2人の副社長を香港に派遣し、航空機を大陸へ移送しないようグランサムを説得しようとした:206。1950年1月にイギリスが共産党政権を承認すると、グランサムは中国側とアメリカ側双方が香港で訴訟を起こし、航空機の所有者を決めることを提案した。最終的に香港最高法院は、航空機の所有者は中国共産党であるとの判決を下したが、事件は国際的問題へとエスカレートした。判決発表後、アメリカ政府は非常に不満を持ち、国務省はロンドンに圧力をかけた。最終的に枢密院は香港の裁判所の最初の判決を覆し、元の会社の株主が航空機を得るという枢密院勅令を下した:207。両航事件は3年にわたる大騒動となったが、その間、グランサムは一貫して中国側が正しいと信じており、それゆえ彼は枢密院の決定に失望した:208。
1950年に英国は中国共産党政権を承認したものの、朝鮮戦争の勃発などにより、政庁と大陸との関係はなお不透明なままだった。散発的な国境紛争（上述。本項目「アレキサンダー・グランサム#逃港潮と難民の流入」を参照）とは別に、1951年末には「粵穂慰問団事件」と呼ばれる大規模な衝突が発生した。1951年11月21日、東頭村の木造小屋で火災が発生し、1万人が家を失った。中国共産党はこれを機に「広東省・広州慰問団（粵穗慰問團）」を香港に派遣し被災者を慰問すると発表したが、グランサムは慰問団が「反帝国主義・反植民地主義」のメッセージを香港に広めることを懸念し、その提案を断固拒否した。グランサムの行動が引き金となり、香港の左派新聞は香港政庁を非難し、1952年3月1日には、慰問団を歓迎するために境界へ向かう一団まで現れた。1952年3月1日、この群衆は途中で警察に制止され、九龍では大規模な暴動が起こった。暴動中、グランサムは警察とグルカ兵を動員して秩序を維持したが、暴動では参加者の1人が死亡した:203。
香港政府と中国共産党との間の深刻な対立としては他にも、1953年9月、公海上で密輸防止作戦中の英国海軍哨戒艇が人民解放軍から理由もなく発砲され7人の死者と5人の負傷者を出した事件や、1954年7月23日、キャセイパシフィック航空のダグラスDC-4旅客機が人民解放軍によって海南島上空で撃墜された事件などがある。この2つの事件では、イギリス側が中国に強く抗議した:209。
1953年の朝鮮戦争終結後、中国と香港の関係は安定した。当時の中華人民共和国国務院総理であった周恩来は、1955年4月、バンドン会議に出席するため、カシミールプリンセス号に登場し、香港経由でインドネシアへ向かう予定であった。しかし周恩来は、国民党工作員が香港での途中降機中に機体に爆発物を仕掛けるという情報を搭乗前に入手したため、臨時で搭乗便を変更し、香港政庁には機体の安全を保証するよう要請した。グランサムは中国政府にこれを確約したが、カシミールプリンセス号は厳重に保護されていたにもかかわらず、国民党の工作員は香港着陸中に密かに爆発物を仕掛けることに成功しており、飛行機はインドネシアに向かう途中で空中爆発した。周恩来はカシミールプリンセス号に乗らなかったため難を逃れたが、新華社通信香港分社社長だった黄作梅を含む16人が死亡した。この事故によって香港政府は中国政府から批判を浴び、両者は一時対立した:231。

##### 双十暴動
1956年10月10日に発生した双十暴動は、グランサムの在任中最大規模の政治衝突であった。中華民国政府の遷台以来、香港における国共両党の支持者は毎年10月10日（中華民国）と10月1日（中華人民共和国）のそれぞれの国慶節に大規模な慶祝活動を展開した。この期間、両者は自分たちの勢力範囲に青天白日旗と青天白日満地紅旗、あるいは五星紅旗を掲げた。また、当時は国民党支持者の勢力も大きかった:243。
国民党と共産党が香港でそれぞれの国慶を祝う習慣は、これまで深刻な対立を引き起こしたことはなかったが、1956年10月10日の中華民国の国慶に際して、李鄭屋徙置区の政庁職員が、公共住宅全体に掲げられていた青天白日旗を撤去するよう民衆に誤って主張したため、国民党支持者の不満が極度に高まった。この事件をきっかけに、九龍の主要な徙置区では国民党支持者と共産党支持者との間で流血事件が起こり、大規模な暴動に発展した。暴動の中心地は九龍だったが、最も深刻だったのは新界の荃湾であり、工場労働者たちが国共両派に分かれ、至る所でトラブルを起こすだけでなく、グループ同士で殴り合いになった。国民党支持者のほうが共産党支持者よりも多かったため、共産党の労働組合員の多くがリンチされた:208。
暴動が始まった当初、グランサムは海外休暇中であり、すぐに香港に戻って対応することができなかった。この期間、九龍と荃湾の暴動は最悪の状態に陥り、収拾がつかなくなる局面もあったが、グランサムは香港に戻って指揮を執ると、政庁は軍隊を派遣して鎮圧にあたり、一連の暴動は同年11月14日に漸く終結した。この事件では60人以上が死亡、300人が負傷し、香港政府は1,000人を逮捕したが、その多くは総督特権を行使したグランサムにより国外追放され、台湾行きを選んだ:244。
双十暴動は香港における国共最大の対立だった。その後、香港における国共の角逐は規模を縮小したが、逆に香港における共産党勢力は拡大し、文化大革命の勃発と労働運動の流行をきっかけに六七暴動を引き起こすことになる。

#### 朝鮮戦争

##### 破壊
前述したように、中華人民共和国の成立以来、香港は様々な政治的紛争の影響下に置かれてきた。政治的な出来事の中でも1950年から1953年にかけての朝鮮戦争は香港に最も大きな影響を与え、香港経済は一度は崩壊の危機に瀕した。
早くも1950年頃には、アジア太平洋地域の情勢が不安定であったため、アメリカ政府はすでに香港にいるアメリカ国民に対し、一刻も早く退去するよう呼びかけていた。その後、1950年6月に朝鮮戦争が勃発すると、米国と国連は1950年12月と1951年5月18日に前後して香港に対する貿易禁輸を可決し、中国大陸への物資の持ち込みを停止して共産党政権への物資の供給を遮断した:205。香港は開港以来一貫して中継貿易港であったため、この禁輸措置が香港に与えた影響は致命的であった。禁輸措置の発動後、戦後急速に回復したばかりの香港の中継貿易はたちまち沈黙した。
禁輸措置は、一方で香港政庁の歳入を大幅に減少させたが、同時に密輸活動を大いに煽った。禁輸以来、多くの密輸業者が香港の海域や離島で中国と取引し、離島にはしばしば商品が隠されている。しかし、香港はもともと自由港であったため、香港政府の密輸対策部隊の規模は非常に小さく、結果として朝鮮戦争中は香港での密貿易が非常に横行した。また、当時米国に輸出されていた香港製品の多くも規制の対象となった。ワシントンは中国製品が香港製品を装って輸入されることを懸念し、輸入される香港製品に対して非常に厳しい検査を課していた。例えば、香港から輸出されるアヒルの干し肉（臘鴨）の場合では、アメリカはアヒルの卵は中国本土から来たものだとして輸入を拒否したが、対して香港政庁はアヒルの卵は香港で孵化し、香港で加工されたものであるから香港製品だと反論した。何度かの話し合いの末、両者は最終的に、香港で孵化させたアヒルはすべて加工前にタグをつけた上で、干し肉に加工してアメリカへ再輸出しなければならないということで合意した。全体として、禁輸措置は香港の中継貿易に打撃を与えただけでなく、製品輸出と香港経済全体もまた被害を蒙った:210-211:206。

##### 転機
禁輸措置によって香港の中継貿易は打撃を受けたものの、結局香港は崩壊しなかった。第一に、国共内戦以来、情勢の比較的安定していた香港を新たな発展の拠点として、上海など中国大陸の多くの都市の資本家が香港へと資本を移していた。これらの企業家は、当初は主に商業に投資していたが、朝鮮戦争を契機に投資先を工業や不動産開発へと転換した。第二に、天然資源に乏しい香港では重工業の発展が難しかったが、難民の流入は香港に大量で安価な労働力をもたらした。

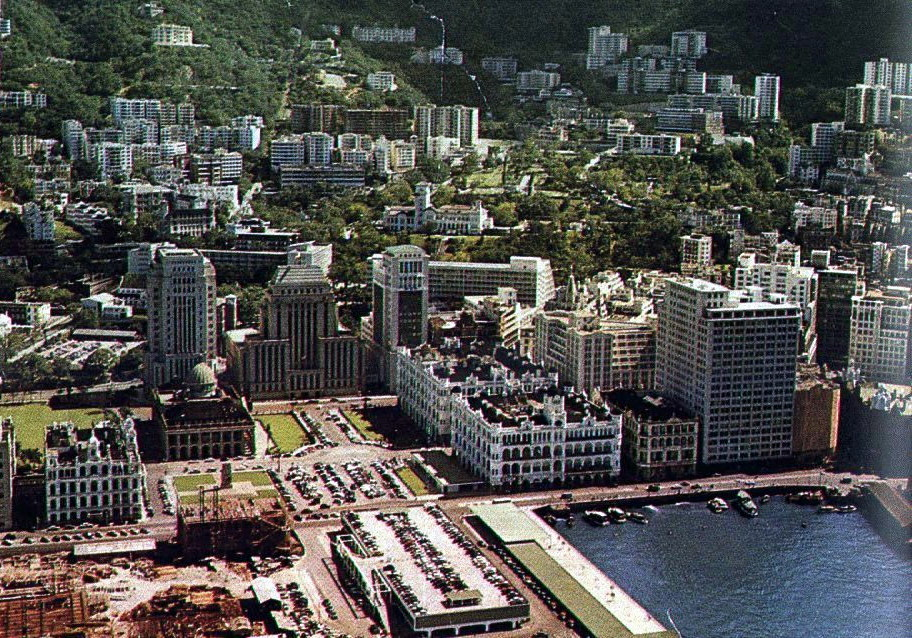
1955年の中環。1950年代の朝鮮戦争は香港に中継貿易港から製造業基地への転換を促した

中継貿易は急速に縮小したものの、貿易輸出はかなりの発展を遂げた。香港は戦地に近く、配送に便利という利点があったため、朝鮮戦争中には物資需要が予想外に高まり、その結果、香港は中継貿易から輸出貿易へと徐々に移行していった。朝鮮戦争終結後、グランサムの支援下に香港の製造業は力強く発展し続け、1950年代には繊維製品、かつら、玩具、造花などが輸出されるようになった。
製造業の発展は経済を救い、1954年には香港の総労働力の30％を縫製産業が占めるようになっていた:207。一方で、当時のイギリスの伝統的な繊維産業は事業の衰退に見舞われ、グランサムに抗議した:213。とはいえ、この例は当時の香港の繊維産業が活況を呈していたことを示している。1955年、状況がさらに落ち着くと、グランサムは日本軍政期から続いていた米の配給制度も廃止した:52。以来、香港の産業と経済は長期にわたり大きく成長し続けた。

##### アメリカへの特別訪問
朝鮮戦争後、アメリカでは香港の評判が非常に悪くなっていた。その主な理由は、多くのアメリカ人が香港は密輸業者の楽園であり、魅力のない工場が集中していると考え、また香港の「赤化」を心配したためであった。そこで、駐米英国大使の提案で、グランサムは1954年末に特別に渡米し、全米巡講を行った。6週間の巡講中、グランサムは計16都市を訪問し、行く先々で香港を宣伝するためのスピーチを行った。また様々なテレビ局のインタビューを受けたり、多くの団体と公開フォーラムを開いたりして、香港の将来についての意見を表明した。
新鮮で好ましい香港のイメージを構築するため、グランサムはアメリカで「香港：東洋のベルリン」、「香港：自由の礎石」などと題したスピーチを行った:216。

#### 訪中
国民党政権がまだ大陸を支配していた頃、グランサムは広州や南京といった中国の都市を頻繁に訪れ、1948年9月には妻とともに北平を再訪した。その頃、グランサムの継父は既に亡くなっており、母親は老後を過ごすためにイギリスに帰国していた。1949年に中華人民共和国が建国されると、こうした中国訪問は中断された。1955年末、香港総督としての任期満了を間近に控えたグランサム夫妻は、退任前にもう一度北京を訪れたいと希望した。
中国と英国政府の承認を得て、グランサム夫妻は私的な立場で広州経由で北京に渡った。 北京では清華大学や北京の名所を訪れ、当時の国務院総理周恩来にも会った。周恩来との会談で、グランサムは不快感を与えないよう、香港のことについてはできるだけ話さず、香港の将来については一言も触れなかったが、それでもマカオがマカオ港開港400周年を祝う式典を開催すべきかどうかについて2人の意見は食い違った。グランサムは、マカオ政府は大々的に祝うべきでなく、1日だけの行事で十分だと考えていたが、周恩来の姿勢はさらに強く、マカオは植民地成立を祝うようなことはすべきではないと考えていた。いくつかの応酬の末、周恩来は最終的にマカオ政府が植民地建設400周年記念の簡単な式典を行うことは認めたが、このやりとりは会談に影を落とした:237。
香港に戻ったグランサムは、マカオ総督に周恩来の立場を伝え、マカオ政府は祝賀行事を中止し、予定されていた記念切手や建設中の記念碑をすべて撤回した:238。北京から戻ったグランサムは、本国から3期目の再任を通告され、1957年12月31日に夫人を連れ、船に乗って香港を離れるまで総督を務めた:252。離任前夜、グランサムは蒋介石が彼を台湾に招待する意向であることを知り、彼を台湾へ迎える特別機まで送った。しかし、グランサムは世間を騒がせることを懸念し、その招待をやんわりと断った:240。
グランサムは史上2番目に長い、10年半にわたって香港総督を務めた。退任後はロバート・ブラックが後任を務めた。

### 晚年
英国に戻ったグランサムは、ロンドン中心部のピカデリー90号にある自宅に隠居した。晩年になっても、グランサムは香港の福祉に関心を寄せ、さまざまな機会に香港を支持する演説や執筆を行った。また、1965年には自伝も出版している。1978年10月4日、短い闘病生活の後、79歳で死去:349。

## 影響と評価
一般に、グランサムは、香港の植民地時代の歴史において最も傑出した総督の一人として知られている:208。任期中には国共対立や冷戦といった境外情勢と、その影響を受けた香港社会の急速な変化に直面することになったものの、グランサムはこうした内憂外患に対応し、更にはこの状況を利用して、香港を中継貿易からより高度な製造業中心の経済構造へと移行させた。これはその後の香港が急速に経済発展を遂げていく基礎となった。さらに、住宅、医療、辺境防衛など、香港政庁の基本政策の多くがグランサムの任期中に改革され、これにより香港は早期に戦災復興を成し遂げただけでなく、多くの政策（公営住宅政策など）がその後の政庁へと引き継がれることとなった。そのため、退任時のグランサムの評判は非常に良く、多くの人が彼を香港総督の模範とさえ評価していた。また多くの学者は、グランサムは戦後香港の最も重要な「建築家」の一人であり、彼の行政は香港に決定的な貢献をしたと述べている:349。
また、中国共産党に対するグランサムの現実的な態度によって、イギリスは1949年以降も香港統治を継続することができ、中国も香港回収の扇動を停止した。グランサムの努力により、中国はイギリスに対して香港の将来の帰属問題を棚上げし、結果として香港内外の環境は比較的安定し、香港経済は順調に発展することができた。しかし一方で、グランサムは任期中に「ヤング・プラン」を棚上げにし、香港が大幅な政治改革を行うことを制限した。その結果、歴代の香港政庁は1980年代まで大きな政治改革を行わず、これは香港人の政治に対する関心の薄さの一因となった:205。
グランサムの死後、1978年10月11日の立法評議会では1分間の黙祷が捧げられ、当時のマクレホース総督は、グランサムを「偉大な統治者、偉大な人格者であり、そして最も偉大な総督」と評した。

## 政治的立場

### 香港の将来
香港の将来の帰属問題についてグランサムは、香港がイギリスに割譲されて以来、歴代の中国政府は香港を「外国の支配下にある中国領土の一部」とみなしてきたが、中国は列強に対抗する力がなかったために香港を回収できなかったと指摘した:177。実際、国民政府期、宋子文はある会合でグランサムに対し、国民政府は「25年以内に香港を回収する」と語ったことがあった:177。したがって、中国にどのような政権が樹立されようとも、その政権はいつか香港の返還を求めるだろうと考えていた。
また、新界は租借地であるため、いずれにせよ1997年7月1日には中国に返還されなければならないという見解だった。しかし、香港の領域の大部分を占める新界は香港の主要な水源地であり、また啓徳空港は九龍・新界の境界を跨いでいるため、1997年に新界を返還してしまえば、植民地政府は香港島と九龍だけでは活動を続けることができないと考えていた。
中国がいつ香港を回収するかという問題について、グランサムは1949年当時、中華人民共和国の成立とともに人民解放軍が香港に侵攻することはないと考えており、また中国共産党にも香港を力づくで占領することのデメリットを認識させていた。グランサムは、香港は結局のところ借り物であり、いつかは中国に還さねばならないと考えていた。したがって、中国が一方的に香港を奪取しようとすれば、イギリスは必ず大規模な破壊と資本の移転の後に撤退し、中国は「抜け殻」を手に入れることになるが、中国が自国の利益に従って1997年まで香港回収を待つことができれば、イギリスは香港を無傷のまま中国に引き渡す可能性が高く、中国も返還までは香港への輸出によって外貨を獲得できる、と考えていたのである:218。
グランサムの「現実的」で「実利的」な態度によって、香港政庁は中国共産党政権に譲歩したり媚びることなく、相互信頼の関係を築いた。この関係は、1950年1月にイギリスが中国共産党政権を承認した後特に顕著になった。一方ではグランサムは中国共産党の利益を考慮して意思決定を行う傾向があり、他方では、中国共産党は国内民衆に香港返還運動を促すことを控えた。中国政府が1942年以来の香港返還要求を放棄したのもこの時期である。1979年に当時のマクレホース総督が北京を訪問した際に、中国側から香港の将来問題が再び提起されるまで、この沈黙は30年続いた:349。
1950年1月6日にイギリスが中国共産党政権を承認したことについて、グランサムは、香港の権益とイギリス側の中国大陸における商業的利益を守る必要性よりも重要なのは、中国共産党がすでに大陸の全領土を掌握していたからであり、中国共産党が実際に中国を支配している以上、イギリスがそれを承認しない理由はないと考えていた。

### 中国情勢
グランサムはまた、中国情勢の展開についても独特の見解を持っていた。彼は、「中国の共産化については、国民党でさえも誰も非難されるべきではない:177」と考えており、日中戦争が勃発しなければ、共産党が政権を樹立することもなかっただろうから、人民共和国の成立については日本が責任を負うべきだと考えていた。しかし、グランサムは、中国共産党の成立が東南アジア情勢を脅かし、近隣諸国を「赤化」しているとは考えなかった。グランサムは、たとえ国民党が政権を握り続けたとしても、大国となった中国が近隣諸国に圧力をかけないという保証はないと考えていた。また、中国の近隣諸国が中国共産党政権ではなく国民党政権に脅かされていたとしたら、西側諸国が介入しただろうかと疑問を呈した:250。
台湾の問題については、グランサムは台湾の状況はキューバと似ていると考えた。1960年代のキューバでは、ソ連の支援を受けてミサイル発射基地の設置が計画され、アメリカはパニック状態に陥った。これと同様に、台湾の国民党もアメリカの支援を受けて台湾海峡には第7艦隊が派遣され、中国共産党の脅威となっていることを指摘、中国共産党がアメリカの台湾海峡防衛に不満を持つのも無理はないとした:250。

## 家庭
1925年、グランサムは北京旅行中にアメリカ合衆国サンフランシスコ出身のモリーン・サムソン（Maurine Samson）と知り合い、すぐに結婚を決めた。婚礼は1925年10月28日香港で行われ、当時輔政司であったクロード・セヴンが花嫁を車で送ったが、花嫁の身づくろいを待っている間にセヴン卿が居眠りをしてしまったため、結婚式が遅れてしまった。グランサムと妻モーリンはスタッブス総督のヨットを借りて、長洲島で新婚旅行を楽しんだ:15。
グランサムとモーリンは結婚後も愛を育み、グランサムは「夏の夜、月明かりに照らされながら総督府の裏庭を歩く妻の姿」が最も幸せな記憶だと語ったことがある:208。1970年にモーリンが亡くなるまで、グランサムは彼女に寄り添った。1972年、グランサムは穀物商チャールズ・S・ライト（Charles S. Wright）の娘、マーガレット・アイリーン・ラムリー（1921年頃～、Mrs Margaret Eileen Lumley）と結婚した。グランサムはラムリー夫人に看取られて亡くなった:349。
2人の妻との間に子供はなく、グランサムの死後、その遺産は1979年2月9日に評価され、320,097ポンドという結果が出た:349。

## 回顧録
グランサムは回顧録を出版した数少ない香港総督の一人である。1965年3月、グランサムは香港大学出版社から『Via Ports - From Hong Kong To Hong Kong』と題した回顧録を発行した。205ページの本書は英語で書かれ、国泰出版社により香港で1,500冊だけが印刷された。グランサムの回顧録には、彼の公的キャリアについての詳細な記述のほかに、中国と香港に関する自身の見解も記されている。さらに、英国植民地省についても忌憚なくコメントしている。
発表から数年後、香港の将来について中英交渉が始まった1980年代に、この本は再び脚光を浴びた。1984年9月、この本は曾景安訳《葛量洪回憶錄》（廣角鏡出版社、ISBN 962-226-069-1）として中国語訳された。

## 栄典

### 勲章
- C.M.G. （1941年）
- K.C.M.G. （1945年）
- G.C.M.G. （1951年）

### 名誉学位
- 名誉法律博士 （香港大学，1952年）
- 名誉院士 （ケンブリッジ大学ペンブルック・カレッジ）

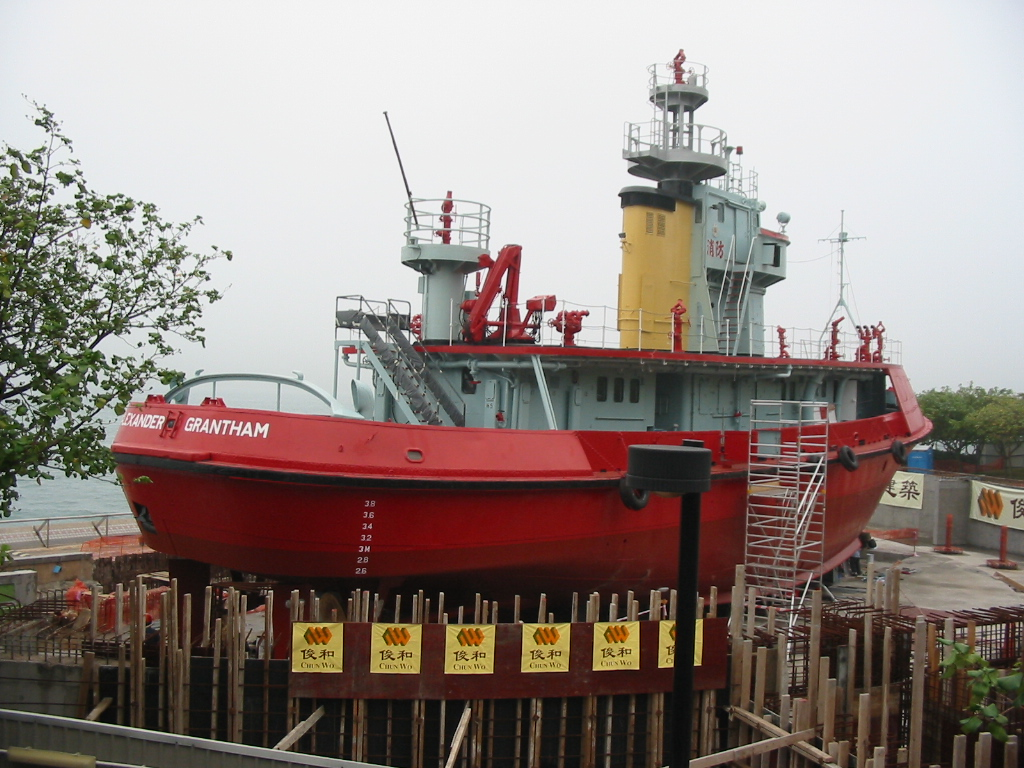
消防艇アレキサンダー・グランサム

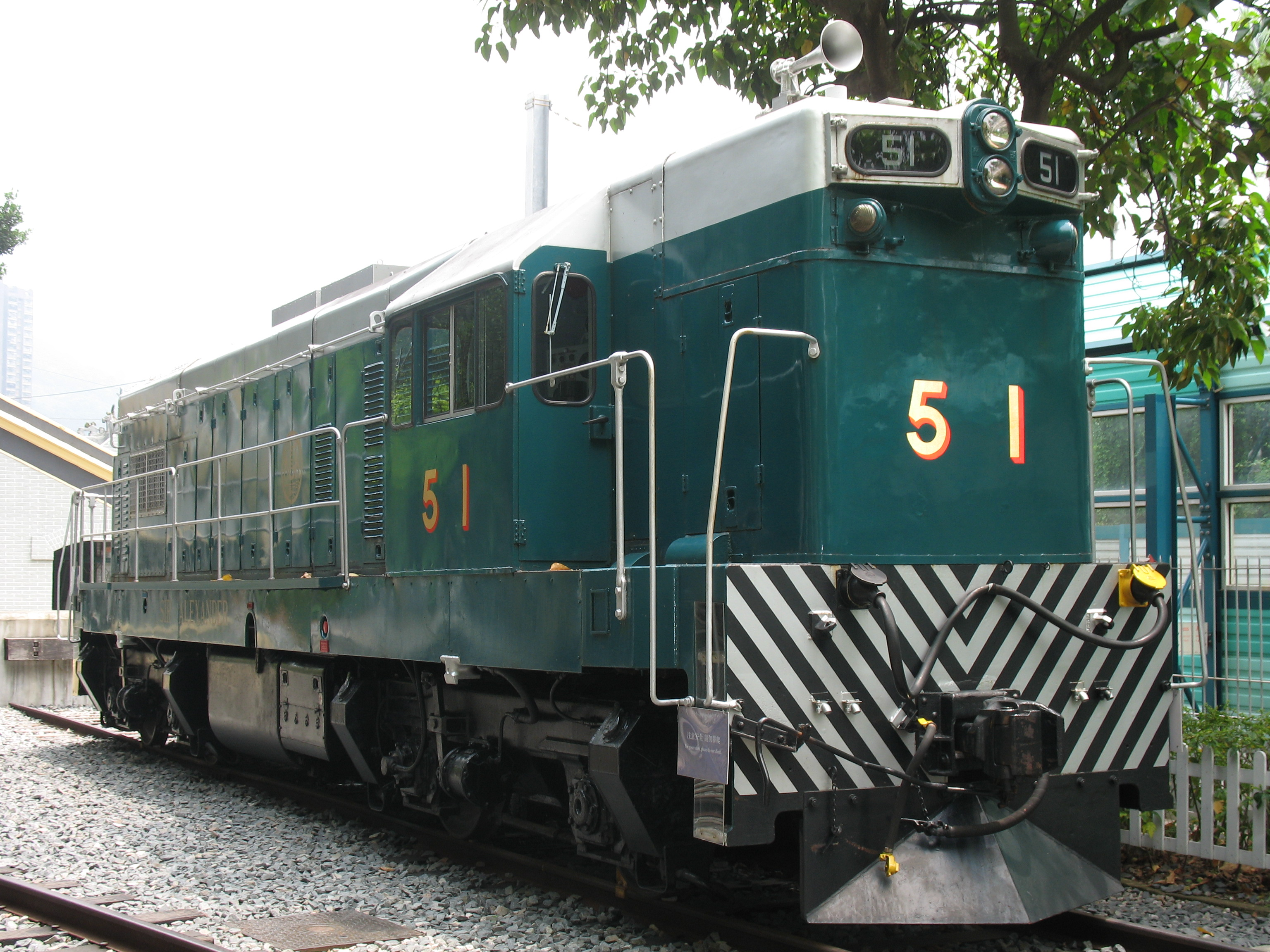
EMD G12型ディーゼル機関車「サー・アレキサンダー号」

### グランサム夫妻に因んだ名称
- 葛量洪師範学院：1951年設置。現在は合併して香港教育大学となり、学生宿舎の名前に残る（Grantham Hall、葛量洪堂）。
- 消防艇アレキサンダー・グランサム（中国語版）：1953年建造（現在は退役）。かつてアジア最大の消防艇だった。
- 葛量洪奨学基金：1955年成立。グランサム総督を記念して設けられ、「葛量洪傑出学生奨」も設置。
- 葛量洪茶（中国語版）（Camellia granthamiana）：1955年10月、農林漁政管理管理處（中国語版）の中国系職員が大帽山大城石澗で発見した希少なツバキの品種。1985年、香港郵政署が販売した「香港花卉」切手セットの60セント切手のデザインにもなった。
- グランサム医院：1957年、香港島黃竹坑に設置。
- グランサム夫人健康中心／グランサム夫人母嬰健康院：荃湾青山公路に設置。2015年6月22日閉院
- EMD G12型ディーゼル機関車（中国語版）「サー・アレキサンダー」号と「レディー・モリーン」号：1954年から香港で使用された九広鉄路のディーゼル機関車。現在、前者は香港鉄路博物館に寄贈・展示され、後者はオーストラリアの私営観光鉄道で使用されている。
- レディー・モリーン号（中国語版）：グランサムが在任時に購入したヨット。官僚が離島視察に用いたほか、香港総督の着任時には、啓徳空港で新総督を乗せ、皇后碼頭へ着岸した。
- 葛量洪夫人新村（中国語版）（Lady Grantham Villas）：1955年7月に香港経済屋宇協会（中国語版）により大角咀に落成した公共住宅。1977年から84年にかけて取り壊された。
- グランサムの自伝によれば、香港である精神病院（おそらくグランサム在任中に起工した青山精神病院）にグランサムの名が付けられようとしたが、やんわりと断ったという。